# Siergiej Orin
Siergiej Orin (tadż. Сергей Орин; ur. 17 sierpnia 1978) – tadżycki skoczek do wody, olimpijczyk. 
Wywodzi się ze stolicy Tadżykistanu – Duszanbe. Uczestnik letnich igrzysk olimpijskich. Na igrzyskach w Atlancie (1996) wystąpił w skokach z trampoliny trzymetrowej. Z łączną notą 162,66 pkt. od sędziów uplasował się na ostatnim 39. miejscu. Był najmłodszym reprezentantem Tadżykistanu na tych igrzyskach